# Mikrofizyka chmur
Mikrofizyka chmur – dział fizyki atmosfery zajmującym się opisem powstawania, rozwoju i oddziaływania kropel wody i kryształów lodu tworzących chmury.
Badania mikrofizyki chmur wymagają wielodyscyplinarnej wiedzy z zakresu chemii, dynamiki ośrodków polidyspersyjnych i wymiany promieniowania.

## Powstawanie kropel lub kryształów lodu
Krople chmurowe (o wielkości około 10 mikrometrów) powstają prawie zawsze na jądrach nukleacji, gdy para wodna jest przesycona. Zarodkami nukleacji są aerozole atmosferyczne. Według ostatnich badań na intensywność tworzenia się chmur wpływa wielkość cząstek aerozoli oraz ich jasność.
Przesycenie pary wodnej występuje w atmosferze w wyniku obniżenia temperatury lub ciśnienia. Następuje to w wyniku ruchów wstępujących, dla przykładu w czasie konwekcji wywołanej podgrzewaniem lądu w czasie dnia lub przy wielkoskalowych ruchach powietrza wstępujących np. na frontach atmosferycznych.
Dalszym etapem życia kropel chmurowych lub kryształów lodu jest wzrost kondensacyjny lub depozycja (sublimacja) pary wodnej na kryształach. W przypadku chmur konwekcyjnych nad oceanami w obszarach tropikalnych lub w obszarach wiatrów pasatowych, cząstki aerozolu soli morskiej mogą być dostatecznie duże (ultra wielkie jądra nukleacji), żeby utworzyć krople chmurowe bezpośrednio.

## Krople deszczowe i mżawka
Zjawisko transformacji (powiększania się) 10 mikrometrowych kropel chmurowych w krople mżawki (100 mikrometrów) lub krople deszczu (powyżej 100 mikrometrów) w chmurach ciepłych, czyli takich w których temperatura otoczenia jest wyższa od 0 °C, nie jest do końca zrozumiane. Wzrost kondensacyjny jest zbyt powolny jak na obserwowany w chmurach wzrost wielkości kropel. W takim razie krople muszą rosnąć w wyniku łączenia się, ale problem polega na tym, że opracowane modele określają zbyt małe szanse na zderzenia i łączenie się kropel. Opady deszczu z chmur mieszanych (lodowo-wodnych) są lepiej zrozumiane i tłumaczone za pomocą procesu Bergerona-Findeisena, w którym cząstki lodu rosną kosztem kropel wody.

## Opady deszczu
Krople deszczowe o wielkości powyżej 100 mikrometrów oddziaływają efektywnie z innymi kroplami deszczowymi i chmurowymi a procesy koagulacje (zderzenie i zlewanie) przebiegają wydajnie, krople mogą wtedy gwałtownie rosnąć. Jedna z wcześniejszych teorii powstawania deszczu została opracowana przez Langmuira (teoria wybranych kropel). Równanie koagulacji zderzeń podwójnych zostało m.in. opracowane przez polskiego fizyka Mariana Smoluchowskiego.

## Duże krople
Małe krople spadające w powietrzu mają kształt dokładnie kulisty, siły napięcia powierzchniowego dążą do utrzymania jak najmniejszej powierzchni kropli.
Im krople są większe, tym spadają szybciej, a ruch ten zmienia ciśnienie wokół kropel. Krople o średnicy powyżej 1 mm tracą kulisty kształt, a rozrastając się spłaszczają się coraz bardziej. Krople o średnicy powyżej 5 mm są tak spłaszczone, że niewielkie zaburzenia w przepływie rozrywają je na mniejsze krople. Dlatego krople deszczu nie mogą być większe od kilku milimetrów.

## Parametryzacja mikrofizyki chmur
Chmury przechodzą przez cykl życiowy: tworzą się, rozwijają i wyparowują lub opadają jako deszcz lub virga. Modele chmur opisują ten proces ewolucji. Parametryzacja procesów mikrofizyki chmur polega na uproszczonym opisie procesów nukleacji, kondensacji i koagulacji. Często wydziela się klasy wody (np. krople chmurowe, krople deszczowe, kryształy lodu) i na podstawie masy tych klas definiuje się prawdopodobieństwo transformacji jednej klasy wody w drugą. To jest tzw. objętościowa parametryzacja mikrofizyki chmur. Objętościowa parametryzacja daje możliwość oceny ilości ciekłej wody i lodu w atmosferze, ocenę szybkości transformacji chmur wodnych w chmury lodowe, i wiele praktycznych zastosowań od oceny oblodzenia skrzydeł samolotu w czasie przelotu przez chmury do definicji ziemskiego albedo (odbicia) promieniowania słonecznego od chmur.

## Mikrofizyka chmur i klimat
Mikrofizyka chmur jest obecnie uważana za jeden z dominujących mechanizmów oddziaływania promieniowania słonecznego i podczerwonego (efekt cieplarniany) z chmurami. W związku z tym struktura mikrofizyczna chmur: (a) wielkość, (b) ilość, czy (c) kształt cząstek chmurowych ma istotny wpływ na ogólną zmianę klimatu. Hipoteza, że ilość dostępnej wody w atmosferze jest dana przez ruchy wielkoskalowe, a mikrofizyka chmur jest determinowana przez efekty antropogeniczne jest nazywana hipotezą Twomey – od nazwiska fizyka atmosfery S. Twomey. To, że mikrofizyka chmur istotnie wpływa na ich własności oddziaływania z promieniowaniem słonecznym jest prosto obserwowalne na zdjęciach satelitarnych chmur nad obszarami oceanicznymi. Widać na nich zwiększone odbicie w miejscach, w których płyną statki. Jest to związane z zanieczyszczeniami wydzielanymi z kominów i związaną z nimi modyfikacją liczby chmurowych jąder nukleacji.